# Camptotylus
Camptotylus is een geslacht van wantsen uit de familie van de Miridae (Blindwantsen). Het geslacht werd voor het eerst wetenschappelijk beschreven door Franz Xaver Fieber in 1861.

## Soorten
Het genus bevat de volgende soorten:

- Camptotylus apanaskevichi (Konstantinov, 2008)
- Camptotylus bipunctatus (Reuter, 1879)
- Camptotylus gracilis (Wagner, 1957)
- Camptotylus linae (Puton, 1881)
- Camptotylus meyeri (Frey-Gessner, 1863)
- Camptotylus reaumuriae (Konstantinov, 2008)
- Camptotylus reuteri (Jakovlev, 1881)
- Camptotylus yersini (Mulsant & Rey, 1856)